# Цифровий компаратор

Схема компаратора рівності

Цифрови́й компара́тор — пристрій, що призначений для порівняння двох чисел.
Розглянемо два цілих двійкових числа A і B. При їхньому порівнянні можуть статися три варіанти: A = B; A > B і A < B.
Перший випадок (компаратор рівності) (A = B) реалізується в найпростіших компараторах, які іноді носять назву нуль-органів. Такий компаратор виявляє лише факт рівності або нерівності двох поданих на його вхід чисел A і B і формує на виході сигнал рівності (логічну одиницю), або нерівності - логічний нуль.
Функцію, яку реалізує компаратор у цьому випадку можна визначити формулою
{\displaystyle y(A=B)={\begin{cases}1,&{\mbox{if }}A=B,\\0,&{\mbox{if }}A\neq B.\end{cases}}}
Числа A і B можуть мати n розрядів і подаватися відповідно значенням змінних a1, …, an b1, …,bn. Компаратор рівності порівнює окремі розряди за формулою, яка записана для варіанта n = 2.
{\displaystyle y(A=B)={\bar {a_{1}}}{\bar {a_{2}}}{\bar {b_{1}}}{\bar {b_{2}}}\vee {\bar {a_{1}}}a_{2}{\bar {b_{1}}}b_{2}\vee a_{1}{\bar {a_{2}}}b_{1}{\bar {b_{2}}}\vee a_{1}a_{2}b_{1}b_{2}}
Найпростіший компаратор рівності реалізується за допомогою логічних схем «Виняткове АБО» (елементи D1 і D2) та багато вхідного кон'юнктора D3.
На виході D1 і D2 (виняткове АБО з інверсією виходу) рівень логічної одиниці з'являється тоді, коли a1 = b1 та a2 = b2, незалежно від порівняння логічних одиниць чи логічних нулів. Тому на виході y компаратора логічна одиниця присутня лише у випадку, коли набули рівності обидва розряди двійкових чисел A і B.
Функціонування схеми пояснюється таблицею істинності.
| Входи                 | Входи                 | Входи                 | Входи                 | Вихід             |
| {\displaystyle a_{1}} | {\displaystyle a_{2}} | {\displaystyle b_{1}} | {\displaystyle b_{2}} | {\displaystyle y} |
| --------------------- | --------------------- | --------------------- | --------------------- | ----------------- |
| 0                     | 0                     | 0                     | 0                     | 1                 |
| 0                     | 0                     | 0                     | 1                     | 0                 |
| 0                     | 0                     | 1                     | 0                     | 0                 |
| 0                     | 0                     | 1                     | 1                     | 0                 |
| 0                     | 1                     | 0                     | 0                     | 0                 |
| 0                     | 1                     | 0                     | 1                     | 1                 |
| 0                     | 1                     | 1                     | 0                     | 0                 |
| 0                     | 1                     | 1                     | 1                     | 0                 |
| 1                     | 0                     | 0                     | 0                     | 0                 |
| 1                     | 0                     | 0                     | 1                     | 0                 |
| 1                     | 0                     | 1                     | 0                     | 1                 |
| 1                     | 0                     | 1                     | 1                     | 0                 |
| 1                     | 1                     | 0                     | 0                     | 0                 |
| 1                     | 1                     | 0                     | 1                     | 0                 |
| 1                     | 1                     | 1                     | 0                     | 0                 |
| 1                     | 1                     | 1                     | 1                     | 1                 |

У другому випадку (компаратор нерівності) компаратори можуть відрізняти не тільки рівність чисел A і B, але й нерівність, коли A > B або A < B. Такі компаратори будуються за складнішою схемою.
Вони визначають стани нерівностей і описуються системою нерівностей
{\displaystyle y_{1}={\begin{cases}1,&{\mbox{if }}A<B;\\0,&{\mbox{if }}A\geq B;\end{cases}}}
{\displaystyle y_{2}={\begin{cases}1,&{\mbox{if }}A>B;\\0,&{\mbox{if }}A\leq B.\end{cases}}}
Існують також нерівнісні компаратори, які мають також два виходи: y1 та y2. Рівень логічної одиниці з'являється на виході y1 при A < B, а на виході y2 — при A > B. Порівняння виконується порозрядно за формулою, яка записана для випадку n = 2.
{\displaystyle y_{1}(A<B)={\bar {a_{1}}}{\bar {a_{2}}}{\bar {b_{1}}}b_{2}\vee {\bar {a_{1}}}{\bar {a_{2}}}b_{1}{\bar {b_{2}}}\vee {\bar {a_{1}}}{\bar {a_{2}}}b_{1}b_{2}\vee {\bar {a_{1}}}a_{2}b_{1}{\bar {b_{2}}}\vee {\bar {a_{1}}}a_{2}b_{1}b_{2}\vee a_{1}{\bar {a_{2}}}b_{1}b_{2};}
{\displaystyle y_{2}(A>B)={\bar {a_{1}}}a_{2}{\bar {b_{1}}}{\bar {b_{2}}}\vee a_{1}{\bar {a_{2}}}{\bar {b_{1}}}{\bar {b_{2}}}\vee a_{1}a_{2}{\bar {b_{1}}}{\bar {b_{2}}}\vee {\bar {a_{1}}}a_{2}b_{1}{\bar {b_{2}}}\vee a_{1}a_{2}{\bar {b_{1}}}b_{2}\vee a_{1}a_{2}b_{1}{\bar {b_{2}}}.}